# Ophelia (canción)
«Ophelia» es el tercer sencillo de Kaya como Major. Fue lanzado el 22 de julio de 2009. Ophelia cuenta la trágica historia del popular personaje de Hamlet, ophelia. Baby, THE STARs SHINE BRIGHT, fue quién confeccionó la vestimenta para este single
La canción Rose Kingdom había ya sido debutada en el Kaya 1st Anniversary LiveShow.
Ophelia
Letra: Kaya Composición: Hora (ex-Schwarz Stein) Arreglos: Kei Suzuki, Hora
Rose Kingdom
Letra: Kaya Composición: Kalm (ex-Velvet Eden) Arreglos: Kei Suzuki, Kalm

## Canciones
1. Ophelia
2. Rose Kingdom
3. Ophelia ~Kayaless Version~